# KNVB-Pokal 1908/09
Der KNVB-Pokal 1908/09 war die elfte Auflage des niederländischen Fußball-Pokalwettbewerbs. Pokalsieger wurde die Reservemannschaft von Quick Den Haag. Das Team setzte sich im Finale gegen VOC Rotterdam durch.

## Modus
Alle Begegnungen wurden in einem Spiel ausgetragen. Bei unentschiedenem Ausgang wurde zur Ermittlung des Siegers eine Verlängerung von zweimal 7½ Minuten gespielt. Stand danach kein Sieger fest, folgte eine weitere Verlängerung von zweimal 7½ Minuten. War danach immer noch keine Entscheidung gefallen, wurde das Spiel auf dem Platz des Gegners wiederholt. Wenn auch das drittes Spiel unentschieden endete, ging es in die Verlängerung, bis ein Tor fiel.

## 1. Runde
| Datum      |                        | Ergebnis  |                        |
| ---------- | ---------------------- | --------- | ---------------------- |
| 01.11.1908 | Zalt-Bommel            | 1:4       | LAC Frisia Leeuwarden  |
| 01.11.1908 | AVV Amsterdam          | 0:8       | Victoria Hilversum     |
| 01.11.1908 | ODO Arnheim            | 3:5       | VOC Rotterdam II       |
| 01.11.1908 | Blauw Wit Amsterdam    | 5:3       | DVS Rotterda           |
| 01.11.1908 | GVV Forward Groningen  | 2:1       | HVV Tubantia           |
| 01.11.1908 | RFC Xerxes             | 1:2 n. V. | Ajax Amsterdam         |
| 01.11.1908 | DSV Concordia Delft    | 2:1       | Volharding Amsterdam   |
| 01.11.1908 | EFC Prinses Wilhelmina | 6:2       | BSV Allen Weerbaar     |
| 01.11.1908 | Alcmaria Victrix       | 0:4       | Achilles Rotterdam     |
| 01.11.1908 | Amstel Watergraafsmeer | 0:4       | Dordrechtsche FC II    |
| 01.11.1908 | VOC Rotterdam          | 9:0       | RV & AV Neptunus       |
| 01.11.1908 | Quick 1888             | 2:1       | DVV Den Haag           |
| 01.11.1908 | Zwolsche AC            | 05:0 1    | Achilles Rotterdam II  |
| 01.11.1908 | MVVO Middelburg        | 05:0 1    | Voorwaarts Den Haag    |
| 01.11.1908 | AVV TOG Amsterdam      | 0:2       | HVV Helmond            |
| 01.11.1908 | BVV Wilhelmina         | 3:4       | Willem II Tilburg      |
| 01.11.1908 | Prins Hendrik Zwolle   | 0:8       | AFC Amsterdam          |
| 01.11.1908 | Achilles 1894          | 7:1       | Koninklijke HFC II     |
| 01.11.1908 | Concordia Roosendaal   | 0:5       | Oranje Nassau Almelo   |
| 01.11.1908 | VVV Amsterdam          | 0:7       | Vlaardingsche FC       |
| 01.11.1908 | AFC Amsterdam II       | 2:1 n. V. | HFC Haarlem II         |
| 01.11.1908 | UVV Utrecht            | 05:0 1    | EMM Middelburg         |
| 01.11.1908 | Haarlemse FC EDO II    | 4:3       | Sparta Rotterdam       |
| 01.11.1908 | Wilhelmina Stadskanaal | 0:7       | Ajax Amsterdam II      |
| 01.11.1908 | Heracles Almelo        | 6:0       | Be Quick Zutphen       |
| 01.11.1908 | Be Quick 1887          | 0:2       | AFC Quick 1890         |
| 01.11.1908 | WVV Winschoten         | 05:0 1    | DSV Concordia Delft II |
| 01.11.1908 | VVO Velp               | 00:4 2    | Vitesse Arnheim II     |
| 01.11.1908 | DEC Amsterdam          | 8:0       | Victoria Middelburg    |
| 01.11.1908 | CVV Velocitas Breda II | 1:2       | Quick Den Haag II      |
| 01.11.1908 | SV Kampong             | 0:1       | Vitesse Arnheim        |
| 01.11.1908 | Verwisseling Zwolle    | 0:3       | HBS Craeyenhout II     |
| 01.11.1908 | HVV Den Haag II        | 05:0 1    | Hercules Enschede      |
| 01.11.1908 | RAP Amsterdam          | 3:1       | Haarlemse FC EDO       |
| 27.12.1908 | USV Hercules II        | 01:2 3    | VV De Spartaan         |
|            | EVV Phenix Enschede    | Freilos   |                        |

## Zwischenrunde
| Datum      |                        | Ergebnis |                       |
| ---------- | ---------------------- | -------- | --------------------- |
| 06.12.1908 | EFC Prinses Wilhelmina | 4:1      | GVV Forward Groningen |
| 06.12.1908 | LAC Frisia Leeuwarden  | 2:0      | VVO Velp              |
| 13.12.1908 | RAP Amsterdam          | 03:8 1   | DSV Concordia Delft   |
| 20.12.1908 | Willem II Tilburg      | 5:0      | MVVO Middelburg       |

## 2. Runde
| Datum      |                       | Ergebnis |                        |
| ---------- | --------------------- | -------- | ---------------------- |
| 03.01.1909 | EVV Phenix Enschede   | 0:1      | Quick 1888             |
| 03.01.1909 | AFC Quick 1890        | 05:0 1   | Dordrechtsche FC II    |
| 03.01.1909 | HBS Craeyenhout II    | 00:5 2   | VOC Rotterdam          |
| 03.01.1909 | VOC Rotterdam II      | 2:1      | HVV Den Haag II        |
| 03.01.1909 | Blauw Wit Amsterdam   | 05:0 1   | Achilles Rotterdam     |
| 03.01.1909 | Haarlemse FC EDO II   | 0:2      | Willem II Tilburg      |
| 03.01.1909 | Vlaardingsche FC      | 4:3      | DSV Concordia Delft    |
| 03.01.1909 | Quick Den Haag II     | 05:0 1   | Oranje Nassau Almelo   |
| 24.01.1909 | Victoria Hilversum    | 5:1      | Heracles Almelo        |
| 24.01.1909 | Zwolsche AC           | 0:1      | UVV Utrecht            |
| 24.01.1909 | Ajax Amsterdam        | 2:1      | Vitesse Arnheim        |
| 31.01.1909 | DEC Amsterdam         | 05:0 1   | EFC Prinses Wilhelmina |
| 07.02.1909 | VV De Spartaan        | 8:2      | HVV Helmond            |
| 07.02.1909 | AFC Amsterdam         | 4:1      | WVV Winschoten         |
| 21.02.1909 | LAC Frisia Leeuwarden | 05:0 1   | Ajax Amsterdam II      |
| 03.01.1909 | AFC Amsterdam II      | 4:1      | Achilles 1894          |

## 3. Runde
| Datum      |                       | Ergebnis |                     |
| ---------- | --------------------- | -------- | ------------------- |
| 28.02.1909 | AFC Amsterdam         | 2:0      | DEC Amsterdam       |
| 07.03.1909 | LAC Frisia Leeuwarden | 4:0      | VV De Spartaan      |
| 21.03.1909 | VOC Rotterdam         | 5:0      | Blauw Wit Amsterdam |
| 04.04.1909 | Ajax Amsterdam        | 2:3      | AFC Quick 1890      |
| 04.04.1909 | Vlaardingsche FC      | 5:1      | AFC Amsterdam II    |
| 18.04.1909 | VOC Rotterdam II      | 6:3      | Willem II Tilburg   |
| 09.05.1909 | Victoria Hilversum    | 0:2      | Quick Den Haag II   |
| 16.05.1909 | UVV Utrecht           | 0:2      | Quick 1888          |

## Viertelfinale
| Datum      |                  | Ergebnis |                       |
| ---------- | ---------------- | -------- | --------------------- |
| 25.04.1909 | VOC Rotterdam    | 7:0      | VOC Rotterdam II      |
| 09.05.1909 | Vlaardingsche FC | 2:0      | LAC Frisia Leeuwarden |
| 20.05.1909 | AFC Quick 1890   | 1:5      | Quick 1888            |
| 31.05.1909 | AFC Amsterdam    | 1:2      | Quick Den Haag II     |

## Halbfinale
| Datum      |                  | Ergebnis |                   |
| ---------- | ---------------- | -------- | ----------------- |
| 13.06.1909 | Vlaardingsche FC | 0:8      | VOC Rotterdam     |
| 13.06.1909 | Quick 1888       | 1:3      | Quick Den Haag II |

## Finale
| Quick Den Haag II                              | Quick Den Haag II | VOC Rotterdam | VOC Rotterdam |
| ---------------------------------------------- | --- | --- | ------------- |
| Quick Den Haag II                              | \| 20. Juni 1909 in Markettenweg, Dordrecht \| \| Ergebnis: 2:0 (0:0) \| \| Schiedsrichter: Engelbert George van Bisselick \| \| Spielbericht \| | \| 20. Juni 1909 in Markettenweg, Dordrecht \| \| Ergebnis: 2:0 (0:0) \| \| Schiedsrichter: Engelbert George van Bisselick \| \| Spielbericht \| | VOC Rotterdam |
| Quick Den Haag II                              | 1:0 Goedhart 2:0 Schaaf | | VOC Rotterdam |
| 20. Juni 1909 in Markettenweg, Dordrecht       | | |               |
| Ergebnis: 2:0 (0:0)                            | | |               |
| Schiedsrichter: Engelbert George van Bisselick | | |               |
| Spielbericht                                   | | |               |